# Argna bourguignatiana
Argna bourguignatiana is een slakkensoort uit de familie van de Argnidae. De wetenschappelijke naam van de soort is voor het eerst geldig gepubliceerd in 1880 door G. Nevill.